# 西ドイツ国鉄E10形電気機関車
西ドイツ国鉄E10形機関車（ドイツ語: DB Baureihe E 10）は1952年に開発された急行列車用交流電気機関車である。1968年から110形、112形－115形に改番された。E10形は長期にわたり、遠距離運用で重要な機関車であったが、鉄道改革以後には普通列車用に格下げされた。さらに現在E10形はほとんどが廃車されている。

## 開発過程

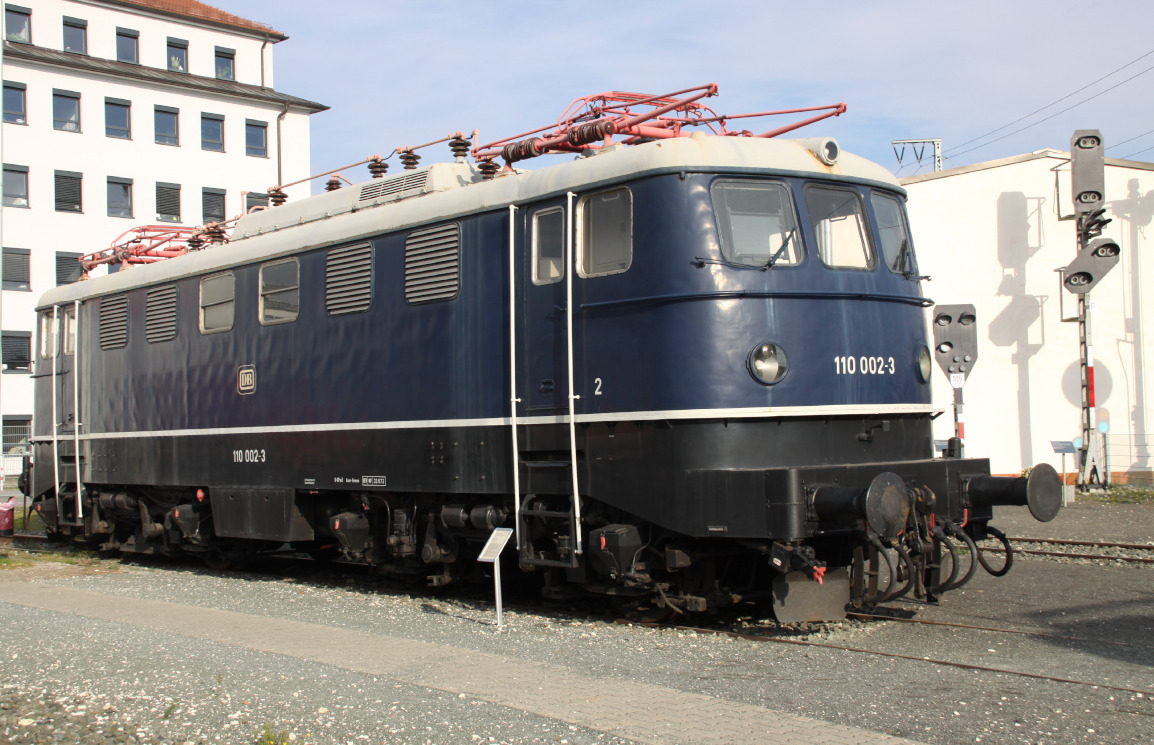
E10形2号機（ニュルンベルクのドイツ鉄道博物館内）

ドイツ連邦鉄道の主務部署委員会は、標準化された部品で製作する、二つの基本形式電気機関車の開発を決定した。その形式はE94形機関車に似た6動軸の貨物機関車と、E44形及びスイス製BLS Ae 4/4形の影響を受けた、4動軸の一般機とされた。また特徴として、運転室は機関士が着座して運転出来るように製作されることとなった。それまでの機関車では、E18とE19形式を除いて、機関士は、集中度を高めるという名目で、起立運転となっていた。
機関車開発時の形式は、1940年代にはE46形とされていたが、設定最高速度が125 km/hから130 km/hに上げられたため、形式はE10形に変更された。
機械部品製造と電気機器のメーカーは、1952年に4両の試作車を製作した。その試作車では連邦鉄道（Bundesbahn-Zentralamt）の要求した性能、例えば動力伝達装置・電気設備・台車等はクリアされていた。しかし試験の結果、多目的機関車とまでは言えなかった。そのためプロジェクトを修正し、急行列車用機関車としてE10は完成した。本機をもとに、歯車比変更で軽量貨物機関車であるE40形、軽量中距離列車用機関車であるE41形、6動軸の重量貨物機関車であるE50形が生産可能とされた。5両目の試作車が、追加で1953年ヘンシェルとAEGによって製作された。
現在2号機と5号機が博物館に保存されている。

## 機関車の量産
1次量産車は、100番台とされ、E10.1形と表示される。E40形と対照的に、E10形には抵抗器式発電ブレーキ（electronische Widerstandsbremse）が装着された。1956年12月以来合計379両の機関車が、機械部門についてクラウス＝マッファイ、クルップ、ヘンシェル、電気部門についてSSW（シーメンス＝シュッカートヴェルケ）、AEG、BBCによって製作された。
E10.1形と増備機であるE10.2形の外観は共通のボディであるが、前者は三つの前照灯を装備し、後者は一組の前照灯と尾灯を備えている。288号機から、空気力学を考慮し、流線型の車体に変更された。その後の量産車はE10.3形と命名されている。
1968年以後は110形機関車と改番されたE10形機関車であったが、1990年代から普通・快速列車向けになって、鉄道改革の第三段階で近距離旅客部門へ移動された。つまりそれは本機の長距離旅客運用への投入の終焉を意味した。近距離旅客部門においては、終端駅での機関車付け替えを省き、効率的に運用するため、1997年から多数の110.3形機関車に、客車から機関車を制御したり、機関車から客車の状態を監視する一般的なプッシュプル制御装置が装着された。

## 技術的特徴

### 車体
外観は、ドイツ連邦鉄道の標準化計画により製作された他の電気機関車同様、全溶接車体、台車で発生する動力が車体枕ばり（Drehzapfen）を通じて連結器へつながる構造、側面に送風機用の格子を持つ車体となっている。110.3シリーズの正面はより流線型とされている。車体はバネとゴム部品で台車上に支持される一般的な構造である。
しかし、特に高速走行時に車両の動揺が激しくなるなどの問題が生じ、台車は後に多数の改造が施された。試験的に2両には「球冠型ゴム付きのばね」（Flexicoil-Feder）が側受に装着された。

### 走行装置
全機自弁ブレーキとして、クノールブレムゼ製の空気ブレーキと、単弁として直接に作動するブレーキが装備されている。空気ブレーキは高速走行の時には、増圧ブレーキとして動作する。また、空気ブレーキと連動する発電ブレーキも使用可能である。発電ブレーキ時に発生する熱は、屋根送風機を経て放出される。ドイツの機関車史上最初の高圧タップ切り替え制御である。
主電動機はWB372型14極電動機で、のちに111形や151形にも採用された。全機ともシーメンス＝シュッカート製の丸ゴムばね（Gummiringfeder）付きクイル式駆動とされていて、試作機から性能は良好であった。

### 電気装置
パンタグラフは菱形のDBS54a形を搭載している。屋根絶縁体（Dachtrenner）上に、主回路の空気遮断器、電圧検出装置がある。変圧器は油冷却方式の三相変圧器。28段のタップ切り替えとされている。運転の仕方はフォローアップ方式 (Nachlaufsteuerung) とされ、これは機関士が指定したノッチを入れると、タップは指定された段に自動接続される。非常の場合、クランクを使ってタップを強制的に切り替えることも可能である。
なお、110形399号機からサイリスタ制御主電動機（W29t形回路）が標準とされた。それ以前に製作された車両にはN28h形回路が装着されていたが、故障修理や改造により、順次W29t形と置き換えられた。

### 保安装置
運転保安設備として、機械式あるいは電気式緊急列車停止装置、点制御自動列車制御装置を装備するが、後者はのちに「PZB90」と呼ばれるソフトウェアを持つシステムに改良された。また、列車無線も設置されている。
電子式時刻表と制限速度指令システム (Elektronischer Buchfahrplan und Langsamfahrstellen, EBuLa) を装備するコンピュータが後年追加された。一部の車両にはコンピューター統合鉄道運用システム（Computer Integrated Railroading - Erhöhung der Leistungsfähigkeit im Kernnetz, CIR-ELKE）向けのコンピュータが、試験目的で装備された。

## 派生形機関車

### E10.12形および112形機関車

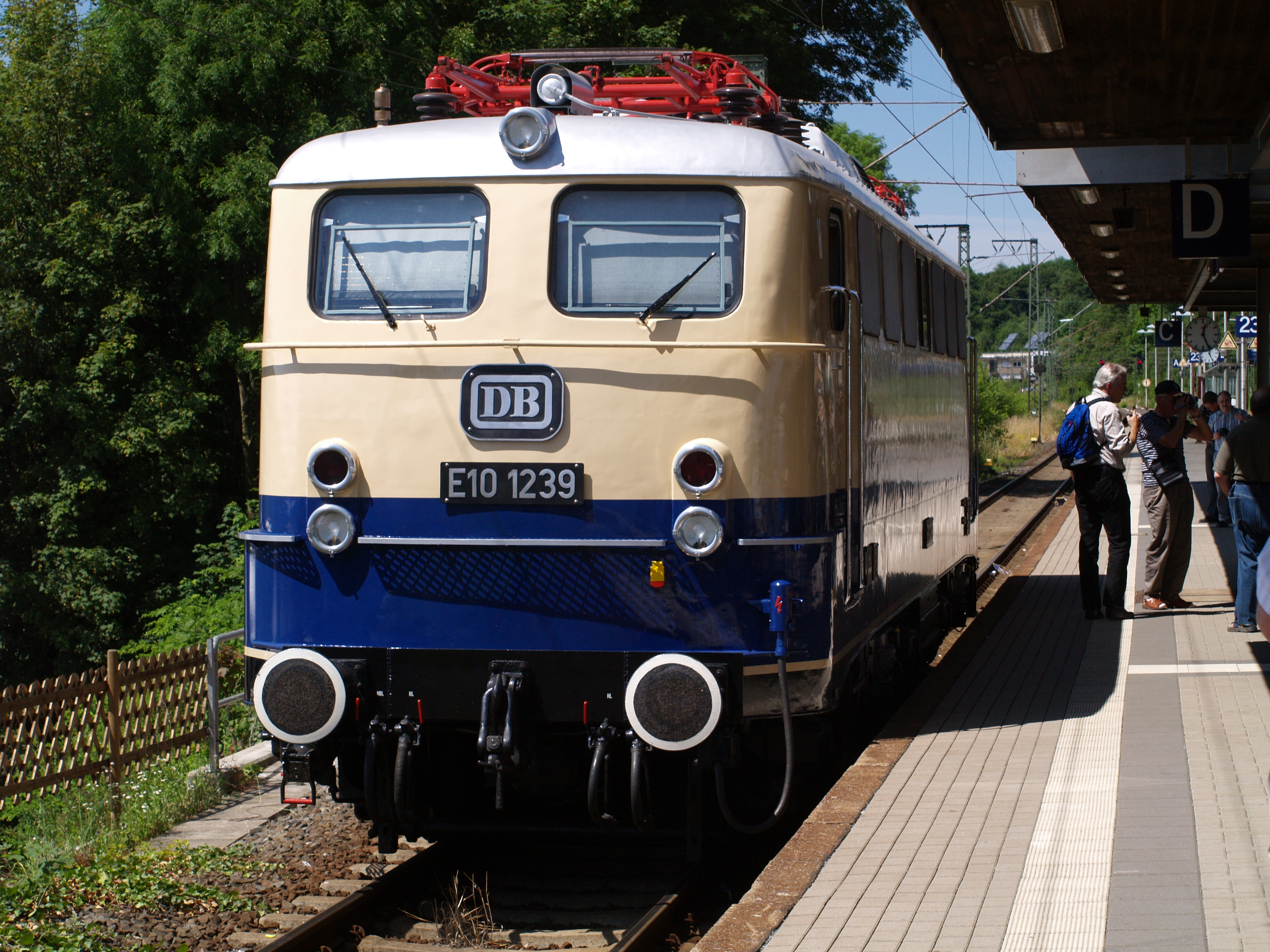
工場出荷時の状態に戻った、保存車両であるE10形1239号機

1962年E10形向けに新開発された、それまでの車両に付けられていたものと異なる６組の台車が製作され、239号機 - 244号機に新製時より装着された。この6両はラインゴルト号けん引用に投入された。この台車は最高160 km/hでの走行が可能。このため、当該機239号機 - 244号機は、普通のE10形との区別のために、車番を＋1000とされ、車号の前に「1」の数字が追加された（つまり1239－1244に改番）。これにより、形式はE10.12シリーズとされ、この6機は外観はそのままに、コバルト青色とべージュ色の特別塗装とされた。
さらにその半年後、265号機 - 270号機には、新たに開発されたヘンシェル製台車と動力伝達装置が装着され、この6機はやはり車号が＋1000とされ、1239－1244号機同様160 km/h運転を行うこととなった。この1000番台の番号を持つ車両は、1960年代前半から特急列車牽引用となった。その後1239号機 - 1244号機は一般的なE10形に改造され（台車を一般的なものとしたと考えられるが、詳細は不明である）、元の番号に戻された。
288号機からは空気抵抗の少ない流線形前面で製作されて、1308号機から1312号機までは160 km/hで走行可能とするため、ヘンシェル製台車と駆動装置が装着された（車号は新製時から1308-1312であったと考えられる）。1968年になり、E10.12形（E10形1000番台とも言うべき160km/h運転対応機）は112形機関車に改番されて、番号から前の「1」を取り、E10.1時代の番号に戻された（最初から1000番台の番号を持っていた車両も、頭の「1」を除去）。
同年に20両の112形機関車が新製されたが、コストの高いヘンシェル製台車は用いられず、より近代的な「直列台車」と呼ばれる台車（Seriendrehgestelle）がその20両の機関車に装備された。しかし、耐久力に問題が判明したため、この分の112形は1988年114形機関車へ改番された。さらに1991年にはヘンシェル台車の装着された112形は113形機関車として改番され、空いた112形には、東西ドイツ統一により1992年から東ドイツ国鉄212形電気機関車がドイツ鉄道112形に改番されるという複雑な改番を経た。

### 113形機関車

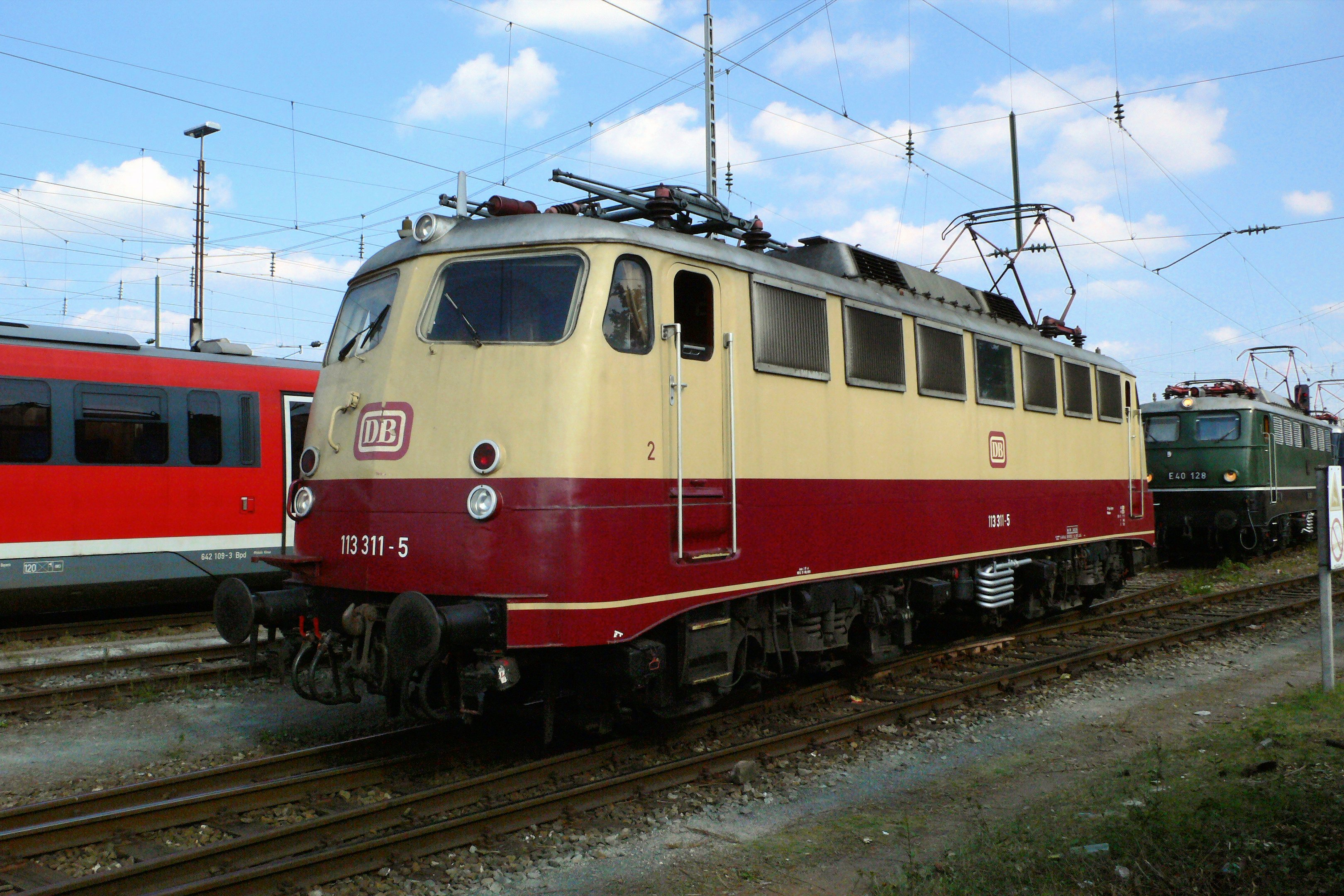
113形311号機（コブレンツDB博物館）

1988年時点では、Sバーン列車むけの111形機関車はまだ113形機関車として運用されていたが、1991年になり、残っていた112形は113形へ改番された。それは翌年に改番される元東ドイツ国鉄212形を112形とするための措置であった。
113形265号機 - 270号機および308号機 - 312号機（いずれも元110-1265から110-1270および、110-1308から1312号機の改番車）は、重量列車の長期にわたるけん引と、高速走行を続けたため繰り返し故障した。例えば走行中に大歯車が損傷し、駆動装置と主回路配線が深刻な損傷を受けるなどした。そのため修理の上、非常措置として走行速度を120 km/hに制限し、ミュンヘン周辺の急行列車（Eilzug）に使用した。
1990年代の中期になり、この11両について、その高速用ヘンシェル台車を新規製作の部品を使って補修し、113形の最高運転速度は元の160 km/hまでとされた。しかしこの11両はあくまで派生タイプであり、本来は優先的に廃車されるべきであった。
2008年から2009年まで113形267号機、268号機、309号機が大規模に改造され、2013年にはこの3両はドイツ鉄道の遠距離列車で使用された。しかし2014年6月に268号機と309号機の運行は中止され。この２両は国際列車レンタル有限会社（TRI Train Rental GmbH）の所属となった。形式も昔にならって、309号機は2016年2月にE10形1309号機に、268号機は2018年E10形1268号機にそれぞれ改番された。

### 114形機関車

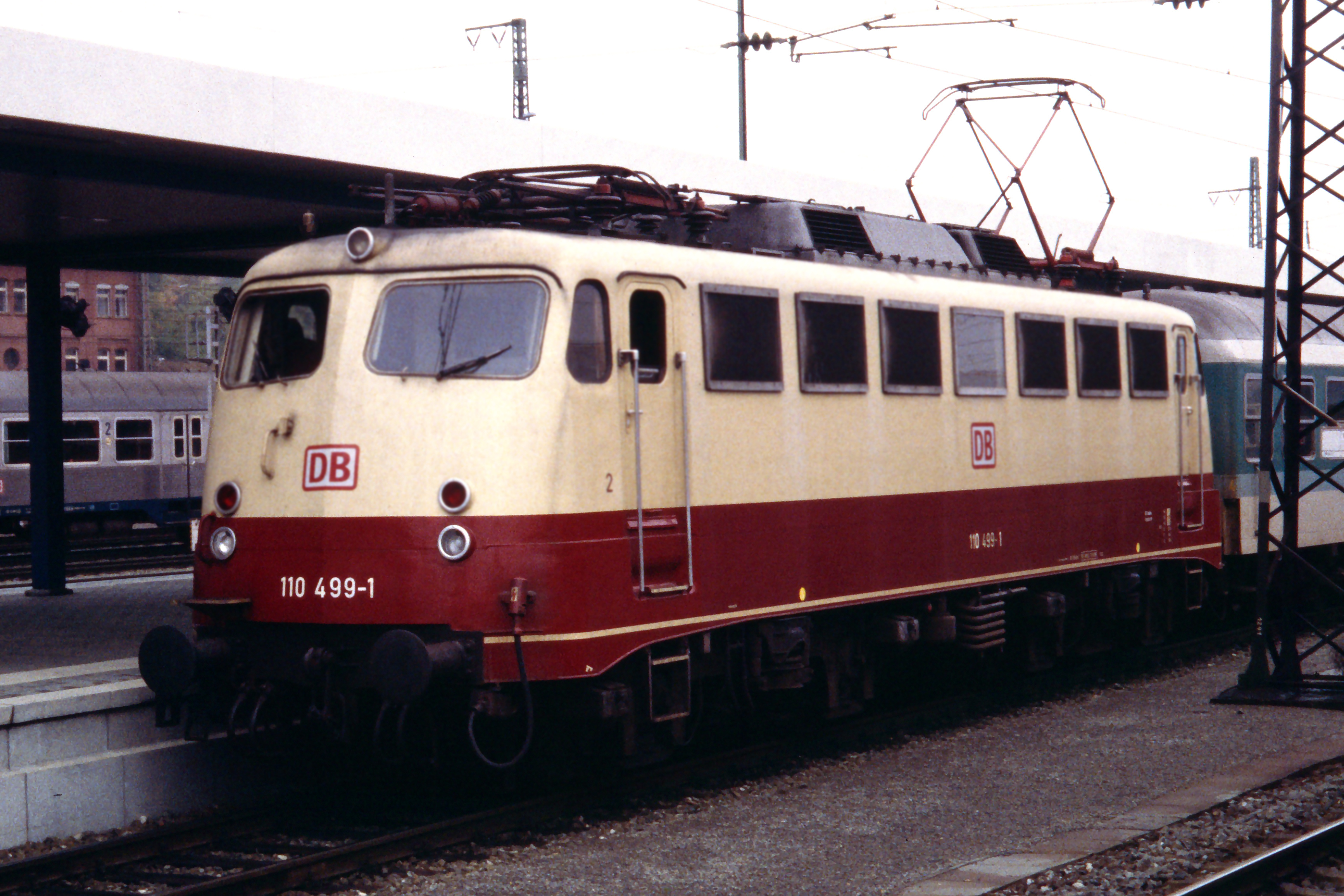
110形499号機（旧114形499号機、1995年10月28日、ヴュルツブルク中央駅）

上記のように、「直列台車」を持つ20両の112形は、その台車で110~160 km/h運転可能とされていたが、台車設計に問題があったのか、台車に重大な損耗が生じた。そのため当該番号112形485－504号機の最高速度は140 km/hに制限された。最高速度160 km/hの112形と区別するために、1988年から114形機関車に改形式されていた（上述）。
その後も台車部分の故障が連続的に発生したので、さらに最高速度を120 km/hに制限、さらには運行がしばらく停止された。110形の287号機までの車両を廃車し、それらから流用した台車への取り替えにより、全ての114形は1993年から110.3形へと再改番された。うち18両には、廃車された140形の台車、主電動機、駆動装置が装着されて、139形機関車の一部として運用された。機器での類似点は多かったので、互換性にはあまり問題はなかった。
ちなみに2000年には新112形機関車（元東ドイツ212形）の一部が、（新）「114形」とされたが、ここに解説されている114形とは全く関係ない。

### 115形機関車

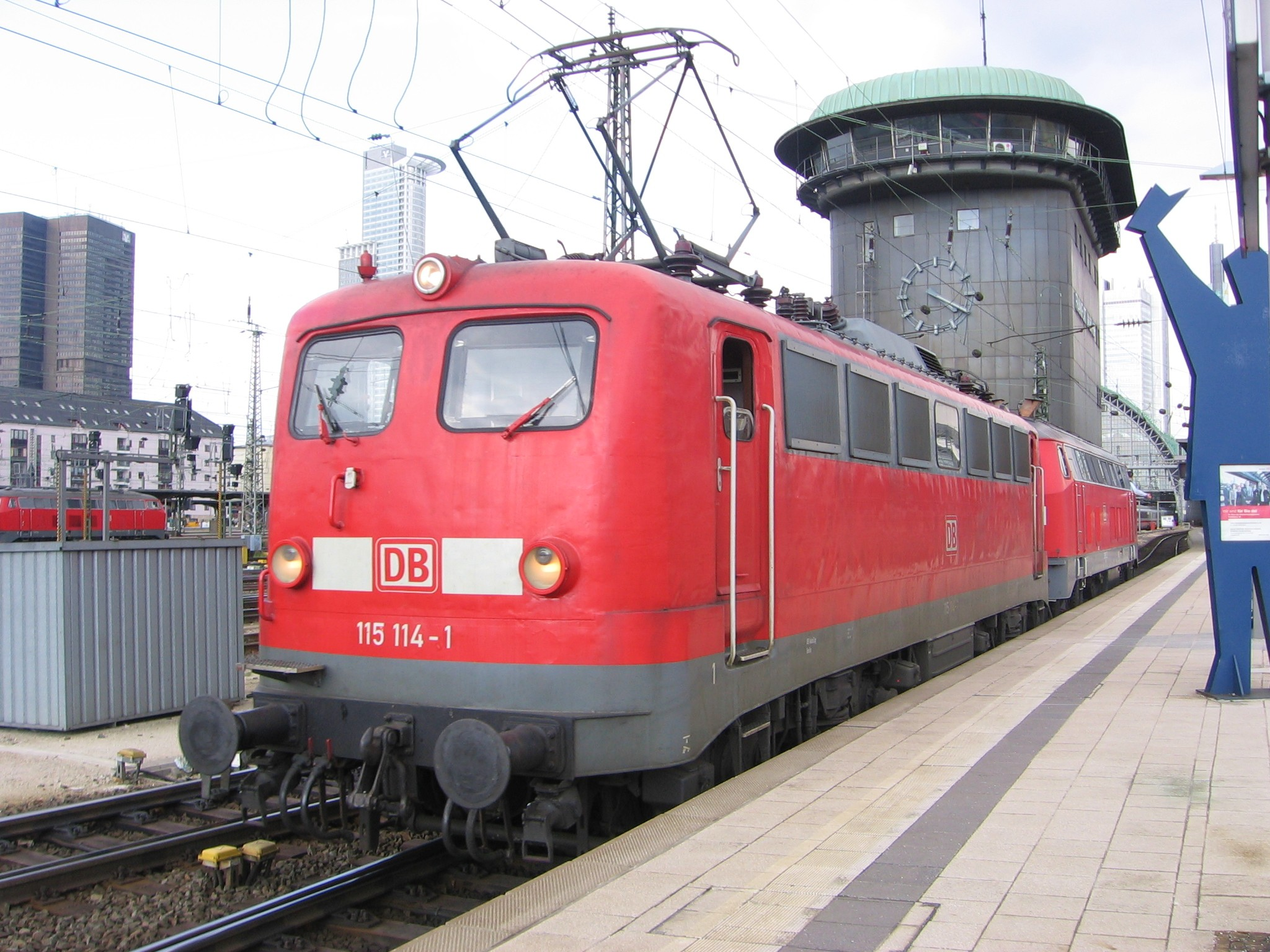
フランクフルト中央駅で停車する115形114号機

2005年から30両以上の110形と113形が、鉄道改革との関係から当時のDB自動車列車会社（DB AutoZug）に譲渡された。対象となった車両は、2006年に115形へ改番され、ベルリン市ルンメルスブルクで会社仕様に合わせて改造された。これにより、これらの115形機関車は、旧東ドイツの所属となった。115形の運用範囲は国際列車あるいは国内遠距離列車である。
2010年時点で、1957年2月から運用された154号機が、2018年には1957年11月から運用されたE10形由来の114号機が、最古の現役機となった。114号機は2014年1月にデッサウで全般検査（Hauptuntersuchung）を受け、再び運行された。293号機も同年1月末に全般検査を受けた。残りの115形機関車は現在特別列車用としてのみ運用され、その列車のための施設は、ミュンヘン中央駅で見ることができる。